# Castello di Triana

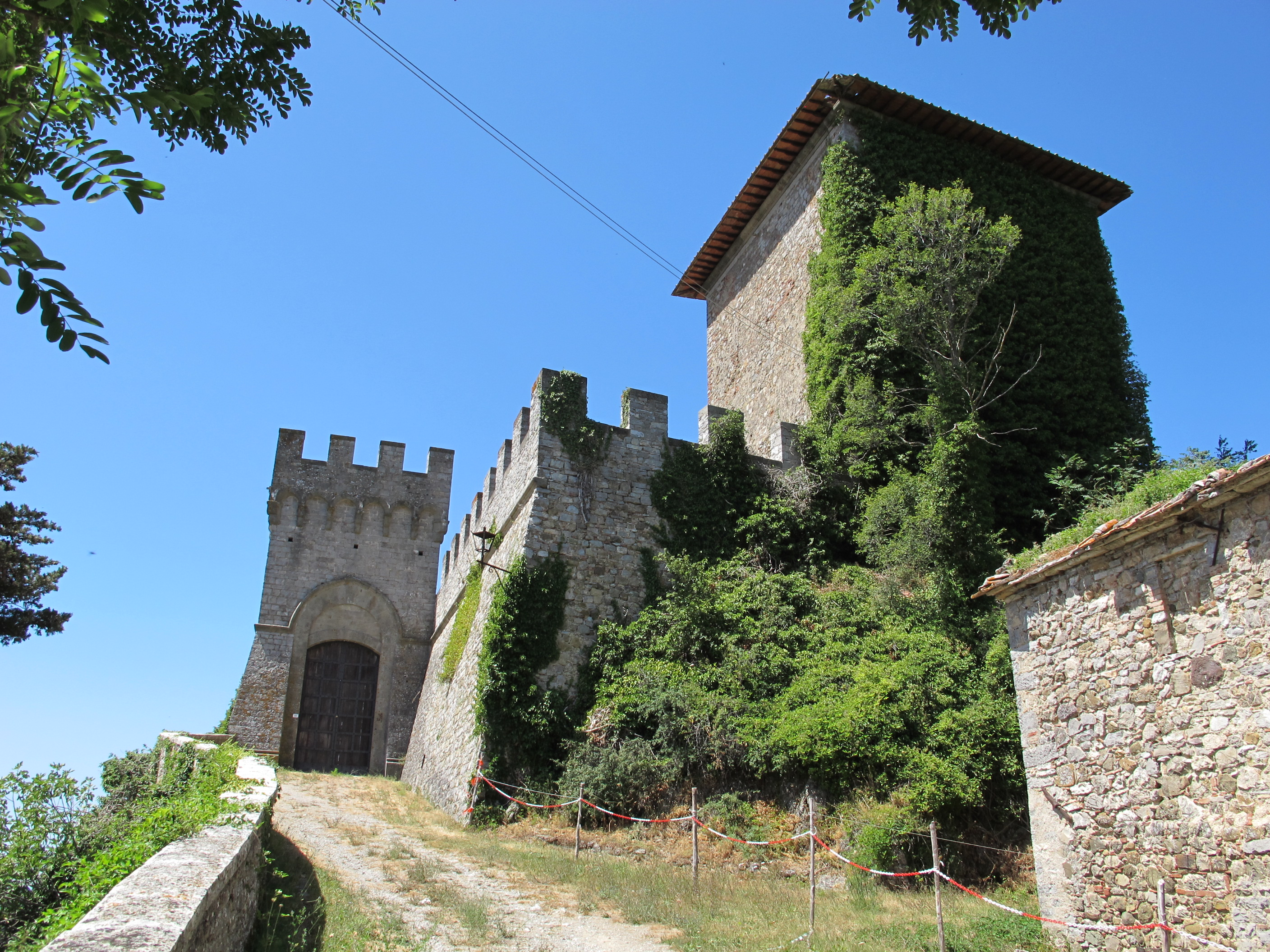
Veduta del castello di Triana

Il castello di Triana è situato nell'omonima frazione a est di Roccalbegna, che sorse come antico insediamento rurale nel primo Medioevo.

## Storia e descrizione
Il luogo è ricordato fin dal 760, ma l'esistenza del castello è attestata solo dalla divisione dei beni degli Aldobrandeschi del 1216, quando fu assegnato al ramo di Santa Fiora. Nel 1388 la Triana fu acquistata dalla famiglia senese dei Piccolomini che lo fecero divenire sede di una signoria rurale nel corso del Cinquecento.
I Piccolomini rimasero proprietari del castello e dei terreni circostanti fino al 1962, quando il castello, notevolmente trasformato e con scarsi resti delle forme originarie, è stato lasciato alla Società di esecutori di pie disposizioni di Siena. L'antico castello medievale è racchiuso all'interno di una cinta muraria con un'unica porta d'accesso: il complesso comprende anche un torrione che costituiva la residenza signorile e due fabbricati disposti intorno ad un cortile.

## La cappella della Madonna di Loreto
La   cappella della Madonna di Loreto risale alla metà del XVII secolo ed era la cappella gentilizia del castello. Si presenta nelle forme attuali a seguito di una ristrutturazione del 1744.
È dedicato alla Madonna di Loreto ed ospita sull'altare una tela con la Madonna col Bambino e i santi Francesco e Caterina da Siena, tipica dell'ambiente senese tra Cinquecento e Seicento.